# بيير جاكي
بيير جاكي (بالفرنسية: Pierre Jacky)‏ هو مدرب كرة قدم صالات ‏ ومدرب كرة قدم ولاعب كرة قدم فرنسي، ولد في 5 أكتوبر 1960 في إنغويلر في فرنسا. لعب مع فاوبان ستراسبورغ.

## وصلات خارجية
- بيير جاكي على موقع قاعدة بيانات كرة القدم.إي يو (الإنجليزية)